# Blank Generation (mouvement)
Pour les articles homonymes, voir Blank Generation (homonymie).
La Blank Generation [blæŋk ˌd͡ʒɛnəˈɹeɪʃən] est le nom donné par les critiques universitaires américains Elizabeth Young et Graham Cavaney dans leur essai Shopping in Space: Essays on American Blank Generation Fiction publié chez Serpent's Tail en 1992, à un ensemble d'écrivains anglo-saxons ayant débuté entre la fin des années 1970 et le début des années 1980.
Ces  écrivains partagent tous un même goût pour une forme de narration « blanche » (blank) — c'est-à-dire dépourvue d'affects maniéristes liés à l'expression littéraire classique des émotions par l'emploi de périphrase et d'allusions —, et pour des représentations et des thèmes convoquant la violence, les sexualités, ou la toxicomanie.
Parmi ces écrivains, citons :
- Kathy Acker
- Bruce Benderson
- Dennis Cooper
- Brett Easton Ellis
- James Frey
- Richard Hell
- A. M. Homes
- Gary Indiana (en)
- Tama Janowitz
- Jay McInerney
- Chuck Palahniuk
- Joel Rose

## Un contexte new-yorkais
Blank Generation est avant tout le nom d'un album produit en 1977 par The Voidoids, l'un des premiers groupes punks américains. Son leader, Richard Hell, est très lié à la scène littéraire et musicale underground newyorkaise de son époque. Sept ans plus tôt, William Burroughs, que Hell connaissait bien, annonçait dans un essai collectif, l'émergence de la « génération grise et invisible », succédant à la Beat Generation, anticipant ainsi la fin des années Flower Power, la prédominance des valeurs néolibérales conservatrices américaines, et donc une impossible réconciliation entre littérature, poésie et société : de fait, ce que refuseront beaucoup de ces nouvelles voix littéraires, par la transgression, c'est l'assignation, et d'être récupéré par le système. En définitive, Kathy Acker reste l'une des figures les plus radicales de cette génération.
Hell, Acker, Cooper, Benderson, et Rose figurent tous ensemble dans les premiers numéros du magazine underground publié à New York en 1983 par Catherine Texier (en) : Between C & D (en). L'écrivain et photographe David Wojnarowicz y collabora. En écho à New York, Los Angeles connaît également un mouvement similaire de publications alternatives radicales : concrètement, dès 1991, Amy Scholder, éditrice chez City Lights Booksellers & Publishers (San Francisco), fonde avec le newyorkais Ira Silverberg, à Londres, la maison High Risk Books (en) qui lance un programme éditorial résolument transgressif. En 1992, à Édimbourg, la naissance du magazine Rebel Inc. (en) fondé par Kevin Williamson, s'inscrit dans la lignée de ces écritures nouvelles, dans le contexte post-thatchérien.
Le lien avec la scène littéraire parisienne s'effectue principalement par le biais de Bruce Benderson qui entame au début des années 1990 une correspondance avec Vincent Ravalec, en lien avec Thierry Marignac.